# Policlinico di Modena
L'Azienda Ospedaliero-Universitaria di Modena è una delle due Aziende Sanitarie di Modena. Si è costituita nel 1994 a seguito della Riforma Sanitaria BIS (D.Lgs 502/93 s.m.i.) ed è composta dallo storico Policlinico di Modena e dal più recente Ospedale Civile di Baggiovara.

## Storia e stemma
Era il 996 quando il vescovo di Modena, Giovanni, nella Charta donationis con cui fondava il Monastero di San Pietro, prescriveva l'obbligo di adempiere al dovere di ospitalità. In questo modo si ottemperava, in verità con notevole ritardo, ai dettami del Concilio di Nicea del 325 che aveva prescritto la costruzione in ogni città di un luogo adibito al ricovero dei pellegrini, dei poveri e degli infermi. Per obbedire all'ordine vescovile, i monaci di San Pietro fondarono, poco dopo l'anno Mille, l'Ospitale di San Nicolò, documentato tuttavia soltanto a partire dal 1169 in un documento di papa Alessandro III. Il testamento di Pietro Breda, dell'8 gennaio 1248, ci fornisce un interessante elenco degli ospedali presenti in città: Ospedale di San Nicolò, Ospedale del Tempio, Ospedale di San Leonardo, Ospedale di San Cataldo, Ospedale di San Lazzaro, Ospedale di San Salvatore, Ospedale di Santa Croce. A questi vanno aggiunti gli ospedali delle associazioni dei lavoratori, delle Arti, che a Modena erano molto organizzate: l'Ospedale dei Mercanti era in Borgo Saliceto, quello di Santa Maria dei Battuti era nei pressi di Porta San Pietro. Interessante anche l'Ospedale della Confraternita di San Geminiano, fondato nel 1348 in occasione di una pestilenza e che nel 1448 venne convertito in monastero. Oggi ospita la Facoltà di Giurisprudenza. 
La concentrazione ospedaliera a Modena, cioè l'accorpamento in un'unica amministrazione delle antiche Opere Pie, avvenne nel 1541 sotto la spinta di un lungo periodo di forte carestia durato tre anni che aveva mostrato tutta l'inadeguatezza del sistema assistenziale cittadino. I Conservatori del Comune approvarono in tutta fretta la riforma, proposta dal canonico Guido Guidoni, con l'assenso ducale, nel timore delle resistenze che essa avrebbe provocato. Le vecchie confraternite, certamente inefficienti, vennero esautorate mentre il controllo del nuovo ente fu affidato all'oligarchia cittadina. La decisione provocò uno scontro tra il potere laico e il Vescovo Morone per la composizione degli organi collegiali di governo della Santa Unione (1541-1764). 
La Santa Unione accorpò i principali ospedali presenti in città in quel periodo. Tra questi c'era l'ospedale di S. Lazzaro – l'antico lebbrosario posto vicino all'attuale Policlinico – quello di Santa Maria dei Battuti – posto nella cinquantina di San Lorenzo, a Porta S. Pietro presso il ponte del Calcagno, ricettacolo di infermi ed esposti – l'Ospedale di S. Giovanni della Morte – che si trovava nei pressi di Piazza Grande, originariamente gestito dalla Compagnia che assisteva i condannati a morte e che accoglieva anche infermi e forestieri – quello di San Bartolomeo – gestito dall'Arte dei Pellicciai, che si trovava a Cittanova – quello di Gesù – situato nei pressi di Porta San Francesco e che era destinato all'assistenza dei poveri – quello di San Giobbe destinato agli infermi affetti dal morbo gallico, cioè la sifilide - e, infine, la Casa di Dio, meglio nota come Cadé, che fu la sede dell'Ospedale dell'Unione e che era stato fondato da Guglielmo della Cella nel 1260 nella zona oggi occupata dal vecchio ospedale Civile che ne inglobò diversi locali. La Santa Unione incorporò anche il Desco dei Poveri, i beni dei Ponti Alto e Basso, i beni della Compagnia dell'Annunziata, l'Opera del Priatto, l'Opera Pia, i beni del Pater Pauperum, tutte Opere Pie presenti in città. All'atto della sua istituzione, la Santa Unione adottò anche l'emblema che da secoli identificava l'assistenza erogata dalle Opere Pie. Si trattava della “ Mano benedicente “, con l'anulare e il mignolo ripiegati, derivante probabilmente da quella della statua di San Geminiano posta nel 1376 sulla Porta Regia del Duomo. 
Nel 1529, intanto, erano stati istituiti i Conservatori della Sanità di Modena, un organismo che doveva mettere in atto tutti gli interventi per preservare la sanità pubblica. Di nomina comunale, ma di approvazione ducale, tra i loro compiti c'era “presidiare le Porte per lasciar fuori animali o individui provenienti da zone considerate a rischio“. Dovevano anche occuparsi della pulizia dei fossi, delle androne, cioè i canali di smaltimento delle acque luride, il controllo degli animali randagi. Nel 1629 il Duca ordinò loro l'esame autoptico di alcuni cadaveri nel corso di una inspiegabile epidemia. Nel 1759, poi, la pratica autoptica sarebbe stata estesa ai deceduti in ospedale per cause non chiare. 
Si deve al Duca Francesco III D'Este(1737-1780) la costruzione del Grande Ospedale degli Infermi, sorto sul vecchio Ospedale della Santa Unione in Piazza Sant'Agostino che è rimasto in funzione sino al terzo millennio che in origine era intitolato a San Giuseppe, come appare da numerosi documenti delle Sorelle della Carità, l'ordine di suore che ne gestì l'assistenza sino a oltre la metà del Novecento. La prima pietra venne posta nel 1754 e il nuovo edificio fu inaugurato il 30 novembre 1758, ma completato solo nel 1761; la spesa per realizzarlo, oltre un milione di lire, fu coperta dal Duca, dalla Comunità di Modena e di altri centri della Provincia oltre che da una generosa donazione di Papa Benedetto XIV. 
Il nuovo ospedale venne gestito da una Congregazione Generale, facente capo al Ministro del Buon Governo, in pratica il Ministro dell'Interno, composta da due sottopriori del Consiglio dei Riformatori, nominati dalla Comunità ma scelti dal Duca, da un canonico del Duomo, dal Presidente dei parroci, dal presidente dell'Opera di Carità, dal Medico anziano visitatore, da un Notaio del Collegio cittadino, dall'Ordinario degli Ospitalieri, da quello della Confraternita delle Stimmate, dal Massaro dei mercanti e da quello dei fabbri. L'assistenza religiosa dal 1742 al 1764 fu affidata ai Cappuccini, poi passò agli Scolopi, provenienti da Milano e Pavullo. L'ospedale era diviso in un reparto infermi, uno per i feriti, uno per gli incurabili. I vecchi locali, collegati ai nuovi con un corridoio coperto, accoglievano gli esposti e le loro balie. I reparti erano divisi in sezioni separate, uomini e donne. Nel 1720, su impulso di Ludovico Antonio Muratori, venne istituita la Compagnia della Carità, con lo scopo di mettere in pratica gli ideali filantropici del grande abate. Istituita con l'approvazione vescovile, essa iniziò a lavorare nel 1721, soccorrendo chiunque si trovasse in bisogno, colmando le lacune dell'assistenza “pubblica”, e promosse il potenziamento della Santa Unione, accrescendo i capitali dei monti dei pegni per contrastare l'usura ed ampliare i reparti dell'ospedale. La compagnia si finanziava con i lasciti e le donazioni. Da citare, nel 1746 quello di Antonio Pavarotti, uomo ricco e privo di eredi, che finanziò un nuovo monte dei pegni. È ricordato da un ritratto che ora campeggia nell'aula della Direzione Generale del Policlinico. Si trattava di un progetto organico a favore di tutti i bisognosi. 
Il 30 aprile del 1764 la Santa Unione veniva sciolta e veniva istituita l'Opera Pia Generale dei Poveri, che avrebbe gestito sia l'ospedale, sia il Grande Albergo dei Poveri, costruito sul vecchio Convento degli Agostiniani e sull'antico arsenale ducale, nel complesso che oggi ospita il Palazzo dei Musei. Quindi, il Grande Ospedale Civile, che sorge di fronte alla Chiesa di Sant'Agostino ha assunto quel nome, ora traslato al Nuovo Ospedale di Baggiovara, dalla piazza. In origine esso era solo il Grande Ospedale, intitolato a San Giuseppe, come si evince anche dagli atti delle Suore della Carità, che ne gestivano l'assistenza.
A differenza della Santa Unione, l'Opera Pia era un'istituzione con un forte controllo ducale che drenò anche le risorse delle elemosine che parrocchie, ordini religiosi e corporazioni erano soliti destinare periodicamente alla città. Il Successore di Francesco III, Ercole III d'Este (1780-1796) nel 1788 riformò l'Amministrazione, su proposta dall'economista Ludovico Ricci e del Supremo Ministro Giovan Battista Munarini, ripartendo l'amministrazione dell'Opera Pia in tre Aziende: dell'Ospedale, dell'Albergo e del Ritiro. L'Azienda dell'Ospedale gestiva anche le strutture militari e gli ospedali per dementi di Modena e Reggio, oltre al Cimitero di San Cataldo. La riforma del 1788 va collocata nel periodo dell'assolutismo illuminato di Ercole III e tentava, per dirla con una terminologia moderna, di introdurre l'aziendalizzazione nella gestione dell'assistenza. Le Opere Pie furono obbligate a presentare bilanci e statuti per pianificarne il risanamento economico. L'Albergo dei Poveri venne trasformato in una casa lavoro per i poveri che non avevano altro strumento che questuare, grazie a progetti tra l'imprenditoria locale e il governo, che miravano a rilanciare l'economia. L'assistenzialismo venne limitato a chi non aveva veramente mezzi propri e furono quindi inasprite le pene per chi, potendo lavorare, mendicava. Interessante notare come per Ricci il medico fosse un individuo ozioso, ignavo, scioperato, un peso per lo Stato! Questo perché l'economista era legato alle idee del tempo per cui la ricchezza di una nazione veniva dalla terra e dal lavoro manuale, non certo intellettuale. 
Nel 1807, in epoca napoleonica, le Opere Pie Assistenziali passarono sotto la diretta dipendenza del Ministero degli Interni, con l'evidente intento di laicizzare un'is(i) tituzione tradizionalmente gestita dalla Chiesa. Venne creata la Congregazione di Carità che era articolata in tre commissioni, alla prima delle quali era affidata l'amministrazione dell'ospedale. La riforma ebbe il merito di uniformare la gestione delle diverse Congregazioni e di inculcare il concetto che i cittadini possono pretendere l'assistenza dallo Stato. 
Dal punto di vista gestionale, però, la Congregazione fu un fallimento, tanto che al ritorno degli Estensi nel 1814 essa versava in difficili condizioni economiche. Per porvi rimedio, Francesco IV d'Este(1779-1846) dovette creare nel 1829 l'Intendenza dell'Opera Pia Generale e nel 1839 la Congregazione Generale delle Opere Pie che dipendevano direttamente dal Duca.

### Periodo dall'Unità d'Italia a inizio Novecento
Con l'Unità d'Italia (1859-1862), a Modena venne estesa la legislazione sabauda che confermava, sul modello di quella francese, la soggezione delle Opere Pie allo Stato, pur lasciando una certa autonomia organizzativa agli enti che portò a forti contrasti tra istituzioni religiose e statali per la gestione degli ospedali, anche perché i Municipi tendevano a confinare negli ospedali i poveri, in modo da non doversi sobbarcare il loro mantenimento. La legge 6972 del 1890, voluta da Francesco Crispi, inserì gli Enti di beneficenza sotto il controllo statale, attraverso il loro riconoscimento di persone giuridiche pubbliche. Si riorganizzava il settore, introducendo una forte gestione burocratica, disciplinando per la prima volta il diritto all'assistenza ospedaliera: per i malati poveri e quelli urgenti venivano definiti definitivamente le condizioni di ospedalizzazione. L'ultimo Comune di residenza del malato si doveva accollare le spese. Il legislatore si preoccupò di ridurre “l'ingerenza di forze estranee sulle Opere Pie”, riferendosi soprattutto alla Chiesa Cattolica, e incluse nella gestione delle Opere Pie anche gli ospedali che sarebbero rimasti confusi in esse sino all'epoca fascista, pur iniziando quella differenziazione che sarebbe definitivamente giunta a maturazione nel Novecento.

### Periodo del XX secolo
Una vera cesura nella storia della sanità italiana fu il Primo Conflitto Mondiale (1915-1918) che, soprattutto in Emilia-Romagna, per la sua posizione nelle immediate retrovie, portò alla nascita di veri laboratori di conoscenze e pratiche di tipo civile e sanitario. Non stupisce quindi che il primo dopoguerra portasse a maturazione una serie di interventi normativi in materia. Il Regio decreto del 30 dicembre 1923 n. 2841 obbligava i Comuni a ripianare il deficit degli ospedali, allargando il diritto all'assistenza legale. Il decreto portò a contrasti tra Comuni e Opere Pie per la gestione e a spese più grandi per i Comuni. Il Testo Unico contenuto nella legge sanitaria n. 1265 del 1934 e il Regio Decreto n.1631 del 1938 portarono alla trasformazione dell'ospedale in una vera azienda erogatrice di un servizio pubblico, in grado di autoalimentarsi sulla base del reddito prodotto.
Il sistema delineato dal regime fascista segnava da un lato il massiccio intervento dello stato nella gestione della questione ospedaliera, dall'altro, però, fu il primo grande intervento sanitario della storia unitaria con l'istituzione di piani regolatori ospedalieri e linee guida per la costruzione di ospedali. La riforma fascista fu portatrice di modernità e stimolò per la prima volta il dualismo tra la componente sanitaria e quella tecnico-amministrativa, addetta a compiti gestionali. La L. 847 del 1937 impose la trasformazione delle Congregazioni di Carità in Enti comunali di assistenza (ECA), allargando la sfera di influenza del prefetto e, quindi, del governo centrale. Anche le 20 Opere Pie di Modena dovettero confluire nell'ECA assieme alla Congregazione di Carità. Il processo fu completato nel 1938. Il nuovo ente gestiva sia le attività ospedaliere e sanitarie sia quelle assistenzali, come le case di riposo, il ricovero dei cronici, il manicomio, l'orfanatrofio. Il Comitato di Amministrazione dell'ECA modenese era composto da rappresentanti di nomina prefettizia e guidato dal presidente Guido San Donnino, podestà del Comune di Modena, mentre il direttore era Raimondo Gigli. Nel 1944 l'ente fu diviso in ECA generica cui facevano capo le Opere Pie e l'ECA Istituto Ospedali che gestiva l'Ospedale e che col DPR n. 990 del 25 luglio 1956, sarebbe stata trasformata in Istituti Ospedalieri Modenesi (IOM).
Nel tempo, quindi, il Grande Spedale si andò caratterizzando sempre più fortemente come un'istituzione laica e, quindi, la mano benedicente – che si può ancora trovare nei rilievi sui finestroni dell'edificio di Piazza Sant'Agostino – divenne “patente!” con il motto "Patet omnibus", che significa “aperto a tutti“ e le trivelle, simbolo di Modena. Questo emblema risale all'Opera Pia generale istituita da Francesco III (1764) al posto della Santa Unione e contraddistinse sia la Congregazione di Carità sia gli Enti Comunali di Assistenza e gli Istituti Ospedalieri Modenesi (1956). La scelta di questo emblema sottolineava la differenza fra un Ente – la Santa Unione – di origine privata e carattere religioso, e la nuova Opera pia, istituzione laica di diritto pubblico.
Nel 1933 venne bandito un concorso per la costruzione di un Nuovo Ospedale Clinico, perché il vecchio Grande Spedale non era più adeguato. Tra i 29 progetti venne premiato quello di Ettore Rossi. I lavori cominciarono nel 1940, furono interrotti a causa della seconda guerra mondiale e vennero ripresi, tra mille difficoltà, nel 1951. Terminarono nell'estate 1963 quando il nuovo ospedale poté finalmente funzionare. Nel 1968 il Policlinico divenne ospedale di riferimento regionale – nell'ambito della riorganizzazione promossa dalla L. 132/1968 – e adottò come emblema la “ Mano patente “ gialla su fondo blu in campo araldico, in ciò facendo propri i colori della città. Nel 1994 la nuova Azienda Ospedaliera Policlinico di Modena l'adottò come proprio stemma, in una versione moderna, più stilizzata, verde chirurgico, che aveva sempre caratterizzato l'edificio. Nel 2007, infine, la Mano Patente scomparve dal logo del Policlinico in virtù della decisione da parte della Regione Emilia-Romagna di creare un logo unico del Servizio Sanitario Regionale. Nel 2009, tuttavia, venne utilizzata per coniare il Sigillo dell'Azienda Ospedaliero – Universitaria Policlinico di Modena donato al Presidente della Repubblica Giorgio Napolitano durante l'inaugurazione del nuovo Pronto Soccorso. Da quel momento gli ospiti d'onore dell'Azienda ricevono questo sigillo, simbolo di una storia secolare di cui il Policlinico è stato tra i protagonisti.
Nella World's Best Hospital del 2025, classifica annuale dei migliori ospedali del mondo stilata da Newsweek, è risultato il dodicesimo ospedale italiano e al 215° posto fra i 2.400 ospedali di 30 diversi Paesi monitorati nell'analisi.

### XXI secolo
Nel 2025 hanno eseguito il primo trapianto interamente robotizzato di fegato al mondo, dimmettendo il paziente dopo 5 giorni di prognosi. La stessa tecnica è applicabile anche per il trapianto del pancreas e delle vie biliardi.

## Capiscuola
Nei cinquant'anni della sua storia, il Policlinico di Modena ha legato il suo nome ad alcuni grandi della medicina non solo italiana. Bruno Bagolini (1924-2010), Direttore della Clinica Oculistica del Policlinico dal (1972 al 1984). Volle la convenzione con gli IOM per istituire al Policlinico il Centro di Oftalmologia Sociale, unico del genere in Emilia – Romagna con lo scopo di indagare sulle cause della cecità. Nel febbraio del 1977 la sua équipe effettuò il primo trapianto di cornee al Policlinico di Modena. Bruno Bonati (1924-2002). Direttore della Semeiotica Medica dal 1971 al 1978. Direttore della Patologia Medica – Medicina III dal 1978 al 1995. Allievo di Mario Coppo, seppe creare una scuola fiorente che proseguì gli studi del grande maestro ma ne ampliò notevolmente il campo di ricerca, ponendo le basi al Policlinico per la nascita dell'Endocrinologia e lo studio delle malattie del metabolismo. I suoi studenti ne ricordano il carisma, l'eleganza e la capacità di fare squadra. Augusto Bonola (1907-1976). Direttore della Clinica di Ortopedia e Traumatologia (1945 – 1976). Cofondatore della Società Italiana di Chirurgia della Mano (1959) che non a caso ha come logo quello del Policlinico. Fondatore della chirurgia della mano a Modena e in Italia. Dalla sua scuola, oltre alla Chirurgia della Mano, è sorta anche la Chirurgia Plastica. Mario Coppo (1908-1999), direttore della Patologia Medica (1947-1951), della Clinica Medica (1951-1978), Preside di Facoltà (1959-1965), presidente di diverse cocietà scientifiche. È tra i più grandi epatologi della storia. A Modena dalla sua scuola sono derivate: Gastroenterologia ed endoscopia digestiva, Endocrinologia, Geriatria, Cardiologia. Nicola Cortesi (1927-2002), Fondatore della Chirurgia d'Urgenza dal  (1973-1996). Allievo di Gibertini, fu uno dei padri europei della Laparoscopia (Il nome di Nicola Cortesi appare, unico italiano, nella cronologia “The History of Lapariscopy: from Cytoscopoe to laparoscope” che inizia nel 1805 con Philip Bozzini di Francoforte che inventò il primo endoscopio rigido) maestro di molti chirurghi modenesi. Un “grande chirurgo, veloce, deciso” che “Rispettava il lavoro altrui e chi meritava. Per questo era amato e rispettato da chi lo conosceva bene. (L. Piccagliani)”. Alla sua morte la villa fu messa all'asta e il ricavato, oltre 2 milioni di euro, fu donato all'Ateneo per l'istituzione di borse di studio per giovani laurenadi in farmacia, medicina e chirurgia. Giuseppe Gibertini (1917-1984). Direttore della Patologia Chirurgica (1964-1968) e della Clinica Chirurgica (1968-1979). Ha proseguito e consolidato la scuola di Pezzuoli. Grande chirurgo addominale. Mario Lenzi (1909-1989). Direttore dell'Istituto di Radiologia (1956-1979), direttore della Scuola di Specializzazione (1956-1984). Allievo di Ruggero Balli, fu pioniere nella diagnostica neurologica e nella radioterapia. Colse tra i primi l'utilità dell'ecografia e dalla scuola Lenzi – Balli gemmarono Radiologia, Radioterapia, Neuroradiologia. Lenzi fu anche un ottimo pittore. Bianco Mariani (1908-2000). Direttore della Clinica di Pneumologia e Tisiologia dal 1955 al 1974. Presidente Società Medico Chirurgica di Modena dal 1972 al 1974. Fondatore disciplina Modena. Ha già un'aula intitolata. Fausta Massolo (1934-1999). Direttore dell'Oncoematologia Pediatrica (1984-1999). È la donna che ha fortemente voluto e lottato per la nascita dell'Oncoematologia pediatrica al Policlinico. Giuseppe Pezzuoli (1920-2010). Direttore della Clinica Chirurgia (1963-1967). È stato uno dei più grandi chirurghi italiani, tra i primi a cimentarsi con i trapianti. A Modena ha sperimentato la cardiochirurgia e ha creato una grande tradizione di chirurgia toracica e addominale. Romolo Rossini (morto nel 1980) Rossini prof. Romolo Psichiatria (1957-1973). Il professor Rossini è stato antesignano dei moderni indirizzi di Neuropsichiatria biologica e di Neuroendocrinologia. Rossini proveniva da Bologna ed era membro della scuola pavese di Ottorino Rossi (1877-1936). Era, infatti, giunto nell'ateneo petroniano, da Parma, nel 1951 al seguito di Paolo Ottonello. Rossini è stato autore di importanti testi tra cui il notissimo Trattato di psichiatria del 1971. Edoardo Storti (1909-2006), Direttore della Patologia Medica (1951-1969), Presidente della Società Italiana di Ematologia (1973-1977). Uno dei fondatori dell'ematologia in Italia e tra i più quotati maestri della materia a livello internazionale. Nel 1959 la sua équipe, sperimentò tra le prime i trapianti di midollo. Dalla sua scuola sono derivati: Ematologia, Oncologia, Nefrologia e Dialisi, Immunoematologia, Laboratori.

## Reparti
- Anatomia patologica
- Anestesia e rianimazione 1
- Anestesia e rianimazione 2
- Area Critica
- Cardiologia
- Centro Cefalee
- Centro Malattie Eredometaboliche del Fegato (CEMEF)
- Chirurgia I
- Chirurgia II
- Chirurgia della mano
- Chirurgia Cranio Maxillo Facciale
- Chirurgia dei trapianti
- Chirurgia pediatrica
- Chirurgia plastica e ricostruttiva
- Chirurgia toracica
- Dermatologia
- Ematologia
- Fisica sanitaria
- Gastroenterologia
- Genetica medica
- Ginecologia
- Immunotrasfusionale
- Laboratorio analisi chimico-cliniche
- Laboratorio di tossicologia
- Degenza postacuzie
- Malattie dell'apparato respiratorio
- Malattie del Metabolismo e Nutrizione Clinica
- Malattie infettive
- Medicina I
- Medicina II
- Medicina interna ed Area critica
- Medicina legale
- Medicina nucleare
- Microbiologia e virologia
- Nefrologia e dialisi
- Neonatologia
- Nido
- Oculistica
- Odontoiatria e chirurgia maxillo-facciale
- Oncologia
- Ortopedia e traumatologia
- Osservazione Breve Intensiva
- Ostetricia
- Otorinolaringoiatria
- Pediatria ad Indirizzo Oncoematologico
- Pediatria
- Psicologia della Salute e Neuroscienze
- Pronto Soccorso e Medicina d'Urgenza
- Radiologia I
- Radiologia II
- Radioterapia
- Reumatologia
- Rianimazione
- Riabilitazione della Mano
- Scienze Psichiatriche
- Sviluppo neuropsichiatria infantile
- Tossicologia e Farmacologia clinica
- Urologia